# Limpach, Bern
Limpach BE là một đô thị trong huyện Bern-Mittelland, bang Bern, Thụy Sĩ. Đô thị này có diện tích 4,4 km2, dân số thời điểm tháng 12 năm 2009 là 329 người.

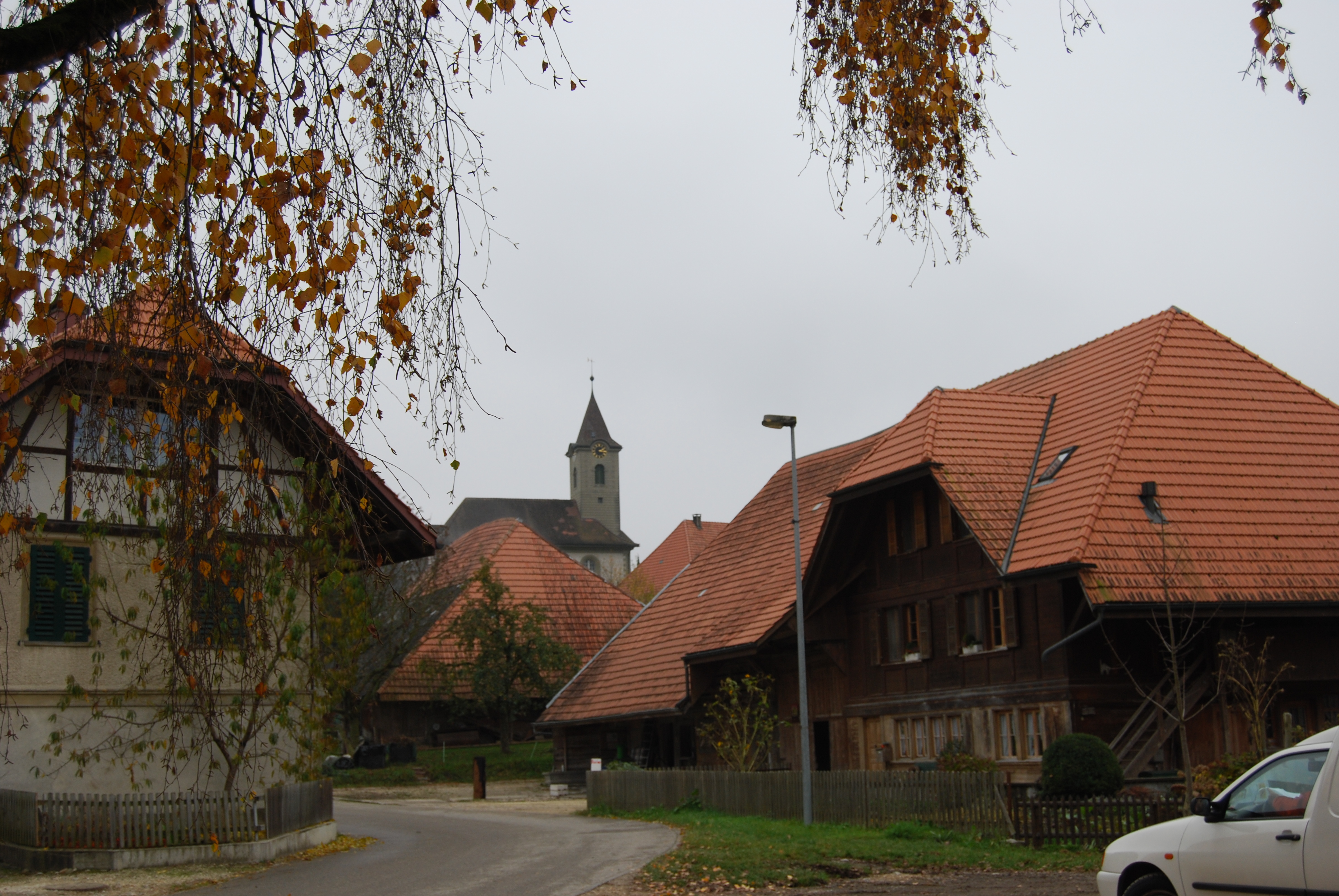
Limpach